# نهر الخالص
نهر الخالص من الأنهر التي تسقي الجانب الشرقي لريف بغداد، ويسير بين النهروان ودجلة، يلتقي بدجلة شمال مدينة بغداد أسفل الراشدية. كان نهر الخالص يتفرع من الجانب الأيمن لنهر النهروان في نقطة تقع بجوار قرية باجسرى. فيسير بالإتجاه الجنوبي بين النهروان ودجلة، ثم يصب في دجلة شمالي مدينة بغداد الشرقية فوق قرية البردان بقليل. وصف ابن سرابيون نهر الخالص قائلاً:«انه نهر كبير تجري فيه السفن فيمر بين ضياع وقرى، وبعد أن تتفرع منه أنهار كثيرة يصب في نهر دجلة أسفل الراشدية بفرسخين (حوالي عشرة كيلو مترات) شرقي دجلة».
قال النويري في التاريخ:«ويحمل من نهر الخالص نهر يقال له نهر الفضل، إلى أن ينتهي إلى باب الشماسية، فيأخذ منه نهر يقال له نهر المهدي، ويدخل في المدينة في الشارع المعروف بشارع المهدي، ثم يجيء إلى قنطرة البردان، ويدخل دار الروميين، ويخرج إلى سويقة نصر بن مالك، ثم يدخل الرصافة ، ثم يمر في المسجد الجامع إلى بستان حفص، ويصب في بركة في جوف قصر الرصافة، ويحمل من هذا النهر نهراً أوله في سويقة نصر، ثم وسط شارع باب خراسان على أن يصب في نهر الفضل بباب خراسان».
وقد ذكر المؤرخ ياسين خير الله العمري في كتابه غاية المرام، ان نهر الخالص شعبة من دجلة، وهو نهر مبارك عليه زروع وقرى عامرة منها: دوخلة، وهي قرية كبيرة، ثم ينكجة، ثم السكران، ثم لقمان، ثم هبهب.